# Краузе, Федор
Федор Краузе (Fedor Krause) (10 марта 1857 года — 20 сентября 1937 года) — немецкий хирург, один из основоположников немецкой нейрохирургии. Наиболее известен применением электростимуляции при хирургическом лечении эпилепсии и попыткой создания функциональной карты коры головного мозга.

## Биография
Родился 10 марта 1857 года во Фридланде (ныне Корфантув, Польша) — Верхняя Силезия.
Изначально Федор Краузе изучал музыку в Берлинской консерватории, однако потом переключился на медицину, поступив в Берлинский университет имени Гумбольдта. В 1883 году он стал ассистентом Рихарда фон Фолькмана (1830—1889) в хирургическом отделении университетского госпиталя Галле. Впоследствии работал патологом в Франкфуртском университете (1890—1892), хирургом в госпитале Гамбурга (1892—1900), а затем руководителем хирургического отделения госпиталя Аугуста в Берлине. В 1901 году стал профессором (associated professor) Берлинского университета. В Берлине тесно сотрудничал с известным немецким неврологом Оппенгеймом.
Во время Первой мировой войны вначале служил в качестве хирурга-консультанта, а затем был направлен в Латинскую Америку, где проводил обучение азам нейрохирургии.
В 1931 году Краузе отошёл от медицины и посвятил остаток своей жизни изучению искусств и музыки.
Умер 20 сентября 1937 года в Бад-Гаштайне.

## Научная деятельность
- Краузе разработал технику пересадки свободных кожных лоскутов (лоскут Краузе) в пластической хирургии.
- Один из основоположников хирургического лечения эпилепсии. Краузе различал 2 формы эпилепсии — генуинную и фокальную. Лечение фокальной эпилепсии предполагало удаление эпилептического очага. В 1912 году опубликовал работу, в которой описывал результаты хирургического лечения 96 больных с фокальной эпилепсией. Особенностью его операций было использование электростимуляции. Предпринял попытку картирования мозга. Следует отметить, что впоследствии Пенфилдом, использовавшего схожую методику на материале больных эпилепсией, были созданы функциональные карты коры головного мозга. За время своей работы Краузе произвёл около 400 операций по поводу эпилепсии. На основании своего опыта выработал принцип «Чем раньше оперировать фокальную эпилепсию — тем лучше».
- Ф. Краузе в 1909 году впервые произвёл удаление секвестрированной грыжи межпозвонкового диска. Совместно с Оппенгеймом опубликовал работу, в которой описал ход операции — трансдурального удаления грыжи межпозвонкового диска.
- В 1893 году Краузе осуществил первую полную экстирпацию гассерова узла экстрадуральным доступом для лечения тригеминальной невралгии. Разработанная им техника получила название «операции Краузе», а впоследствии после модификации Хартлея — «операции Хартлея-Краузе».
- Сделал большой вклад в развитие нейрохирургической техники и доступов к многим внутричерепным образованиям. В 1898 году к нему обратился больной с жалобами на шум в ухе. Это натолкнуло его на мысль, что слуховой нерв можно перерезать аналогично тройничному. Костно-пластическая трепанация задней черепной ямки была проведена в положении больного сидя. Таким образом удалось осуществить доступ к слуховому нерву. Успешное удаление в 1900 году пули из крыши правой орбиты послужило стимулом для трансформации доступа к области гипофиза.
- Краузе предложил множество технических приёмов и инструментов. С 1908 года он стал пользоваться отсосом при удалении опухоли головного мозга. Уже в 1911 году он предупреждал об опасности люмбальной пункции при повышении внутричерепного давления и описал преимущество вентрикулярного дренирования в подобных случаях.
- Внёс большой вклад в разработку техники удаления опухолей головного и спинного мозга. О новизне и неизученности данной проблемы в то время говорит тот факт, что из 109 оперированных больных на 1907 год с опухолями головного мозга две трети умерли, а летальность среди повторно оперированных составила 21 % (данные из руководства Ф. Краузе «Хирургия головного и спинного мозга»).

## Память
Немецкая ассоциация нейрохирургов (нем.) за выдающийся вклад в нейрохирургию вручает медаль Федора Краузе (нем.).

## Основные работы
- Туберкулёз костей и суставов (Die Tuberkulose der Knochen und Gelenke) (1891)
- Об использовании больших свободных кожных лоскутов для пластической хирургии (Über die Verwendung großer ungestielter Hautlappen zu plastischen Zwecken) (1896)
- Хирургия головного и спинного мозга (Chirurgie des Gehirns und Rückenmarks) (1907) (переводилась на английский и французский)
- Oppenheim H., Krause F. Über Einklemmung bzw. Strangulation der cauda equine. Deutsch Med Wochenschr 1909: 35:697-700 (статья в которой впервые описывается удаление грыжи межпозвонкового диска)
- Хирургическая техника операций на голове (Chirurgische Operationslehre des Kopfes) (1912, 1914)
- Общая хирургия заболеваний мозга, совместно с Хейманном в 2 томах (Die allgemeine Chirurgie der Gehirnkrankheiten) (1914)
- Учебник по хирургии (Lehrbuch der chirurgischen Operationen) (1914) (переводилась на русский, английский и испанский)